# Stanisław Zięba (1934–2024)
Stanisław Andrzej Zięba (ur. 22 listopada 1934 w Krakowie, zm. w lipcu 2024) – polski polityk, doktor habilitowany, inżynier rolnik, minister rolnictwa i gospodarki żywnościowej (1983–1985) i minister rolnictwa, leśnictwa i gospodarki żywnościowej (1985–1988).

## Życiorys
Syn Kaspra i Marii. W 1955 ukończył Wyższą Szkołę Rolniczą w Krakowie, a następnie w 1964 studia podyplomowe w Szkole Głównej Gospodarstwa Wiejskiego w Warszawie. W 1972 obronił pracę doktorską, a w 1979 habilitował się. W 1976 został absolwentem Wyższej Szkoły Partyjnej w Moskwie.
W latach 1955–1963 pracował jako agrotechnik, zastępca dyrektora cukrowni w Leśmierzu i kolejno zastępca kierownika Wydziału Rolnictwa i Leśnictwa Prezydium Wojewódzkiej Rady Narodowej w Łodzi (1963–1969), i kierownik (1971–1973). Następnie dyrektor Wojewódzkiego Ośrodka Postępu Rolniczego w Bratoszewicach (1969–1971), i wicewojewoda łódzki (1973–1975). 
Od 1966 należał do Polskiej Zjednoczonej Partii Robotniczej, był zastępcą członka plenum komitetu wojewódzkiego w Łodzi. W latach 1975–1976 sekretarz ds. rolnych w KW partii w Piotrkowie Trybunalskim, następnie w latach 1976–1981 zastępca kierownika Wydziału Rolnictwa i Gospodarki Żywnościowej Komitetu Centralnego PZPR, a w latach 1981–1983 kierownik wydziału rolnego.
W latach 1983–1985 był ministrem rolnictwa i gospodarki żywnościowej w rządzie Wojciecha Jaruzelskiego, a od 1985 do 1988 był ministrem rolnictwa, leśnictwa i gospodarki żywnościowej w rządzie Zbigniewa Messnera. Do listopada 1988 przewodniczył Polskiemu Komitetu Organizacji Wyżywienia i Rolnictwa Organizacji Narodów Zjednoczonych (FAO). 
Był wykładowcą w AlmaMer Szkole Wyższej w Warszawie. Wcześniej wykładał także w Wyższej Szkole Ekonomicznej w Stalowej Woli.
Odznaczony m.in. Krzyżem Komandorskim i Krzyżem Kawalerskim Orderu Odrodzenia Polski. W 1986 roku otrzymał Honorowy Żeton Zasługi "Złom" Polskiego Związku Łowieckiego.